# 12 Concerti a cinque (Albinoni)

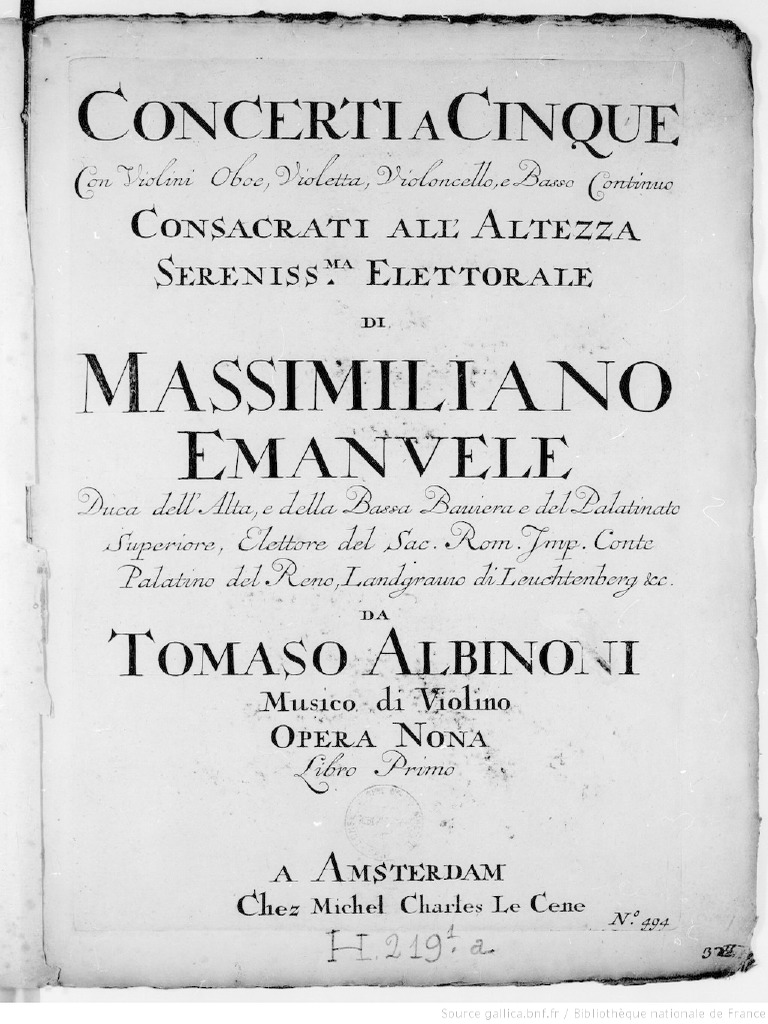
Página de título de 12 Concerti a cinque, op. 9

Los Concerti a cinque con violini, oboe, violetta, violoncello e basso continuo Opera Nona (Conciertos a cinco para violines, oboes, violas, violonchelos y bajo continuo, opus novena) de Tomaso Albinoni fueron publicados par Michel-Charles Le Cène en Ámsterdam en 1722, cuando el compositor, de 51 años de edad, se encontraba con plenas facultades musicales. Como el opus 7, que fue editado siete años antes, esta obra es un conjunto de doce conciertos de tres movimientos cada uno, los números 1, 4, 7 y 10 son para violín solo, los números 2, 5, 8 y 11 son para oboe solo y los 3, 6, 9 y 12 para dos oboes. Están dedicados al Príncipe elector Maximiliano II Manuel de Baviera.
La pieza más famosa de la Opus 9 de Albinoni es el concierto en re menor para oboe (Opus 9, Número 2). Tiene un ritmo lento, y es reconocido debido a esto. Este concierto constituye la segunda obra de Albinoni más famosa, después del Adagio de Albinoni, obra atribuida a él, que sin embargo es de Remo Giazotto, un musicólogo del siglo XX.

## Los 12 conciertos
- Concierto para violín en si bemol mayor, op. 9, núm. 1 (I. Allegro, II. Adagio, III. Allegro)
- Concierto para oboe en re minor, op. 9, núm. 2 (I. Allegro e non presto, II. Adagio, III. Allegro)
- Concierto para 2 oboe en fa mayor, op. 9, núm. 3 (I. Allegro, II. Adagio, III. Allegro)
- Concierto para violín en la mayor, op. 9, núm. 4 (I. Allegro, II. Adagio, III. Allegro)
- Concierto para oboe en do mayor, op. 9, núm. 5 (I. Allegro, II. Adagio, III. Allegro)
- Concierto para 2 oboe en sol mayor, op. 9, núm. 6 (I. Allegro, II. Adagio, III. Allegro)
- Concierto para violín en re mayor, op. 9, núm. 7 (I. Allegro, II. Andante e sempre piano, III. Allegro)
- Concierto para oboe en sol minor, op. 9, núm. 8 (I. Allegro, II. Adagio, III. Allegro)
- Concierto para 2 oboe en do mayor, op. 9, núm. 9 (I. Allegro, II. Adagio, III. Allegro)
- Concierto para violín en fa mayor, op. 9, núm. 10 (I. Allegro, II. Adagio, III. Allegro)
- Concierto para oboe en si bemol mayor, op. 9, núm. 11 (I. Allegro, II. Adagio, III. Allegro)
- Concierto para 2 oboe en re mayor, op. 9, núm. 12 (I. Allegro, II. Adagio, III. Allegro)

## Discografía
Dos grabaciones integrales de la obra de finales de los años 60 popularizaron esta obra:
- I Solisti Veneti dirigida por Claudio Scimone, con Piero Toso (violín solo), Pierre Pierlot (primer oboe solista) y Jacques Chambon (segundo oboe).[2]
- I Musici , con Félix Ayo (violín solo), Heinz Holliger (primer oboe solista) y Maurice Bourgue (segundo oboe).[3]